# Голицын-Головкин, Евгений Юрьевич
Князь Евгений Юрьевич Голицын (с 26.09.(16.10.) 1875 г. — Голицын-Головкин) (15.09.1845, с. Салтыки Усманского уезда Тамбовской губернии — 02.09.1887, с. Константиновка Полтавской губернии) — капитан 2-го ранга, общественный деятель, пензенский губернский предводитель дворянства (1873—1876). Сын Ю. Н. Голицына, внук князя Н. Б. Голицына.
Кавалер орденов: Святого Владимира 4 степени и Святого Станислава 2 степени.

## Биография

### Детство
Родился в родовом имении Салтыки.

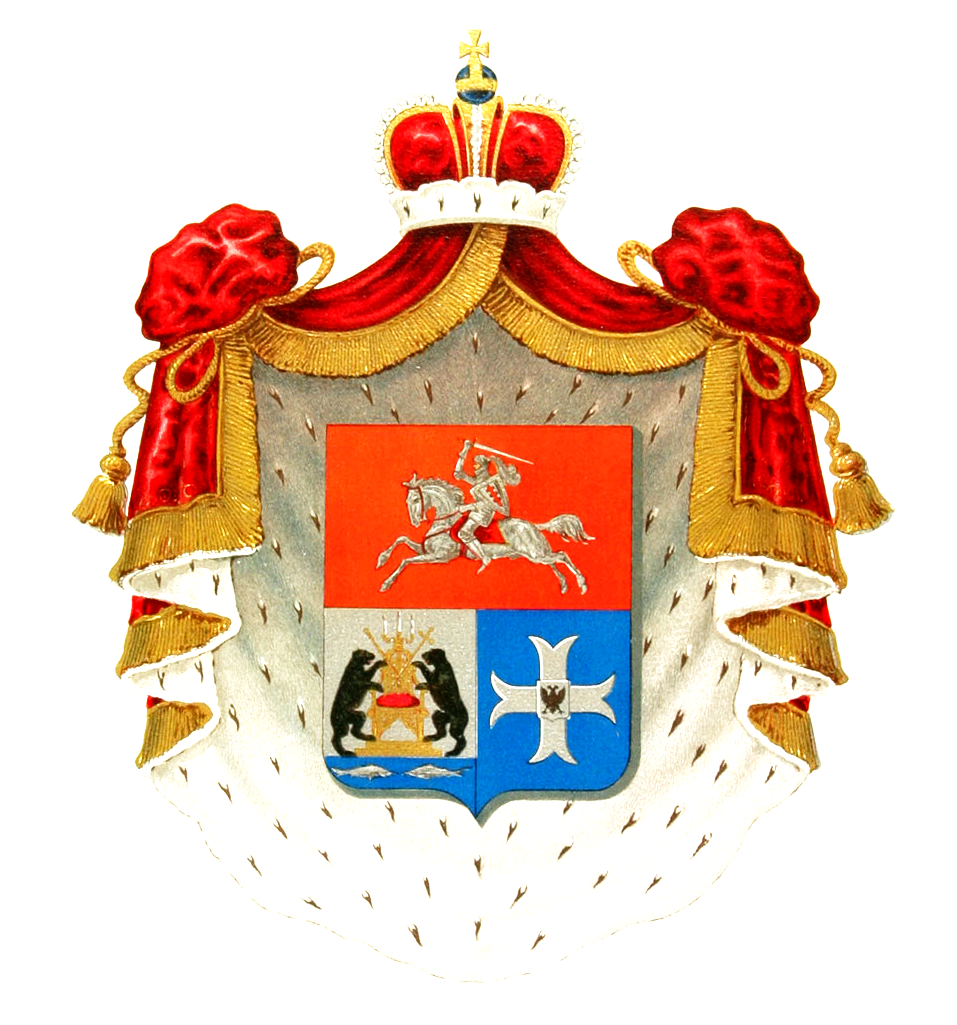
Герб рода Голицыных

Отец, Юрий Николаевич Голицын, стремился дать сыну спартанское воспитание, чтобы сформировать в нём сугубо офицерские качества: силу, волю, мужество, отвагу. В пятилетнем возрасте Евгений уже мог скакать на неосёдланном коне, купаться в холодной воде и прыгать с трамплина.
В 1855 г., когда Россия переживала Крымскую войну, Ю. Н. Голицын, движимый чувствами патриотизма, вступил в ополчение и взял сына с собой. Участвуя в обороне Севастополя, мальчик выполнял специальные поручения командующего войсками в Крыму генерала М. Д. Горчакова.

### Военно-морская служба
28 мая 1858 г. — поступил в морской корпус пансионером-кадетом.

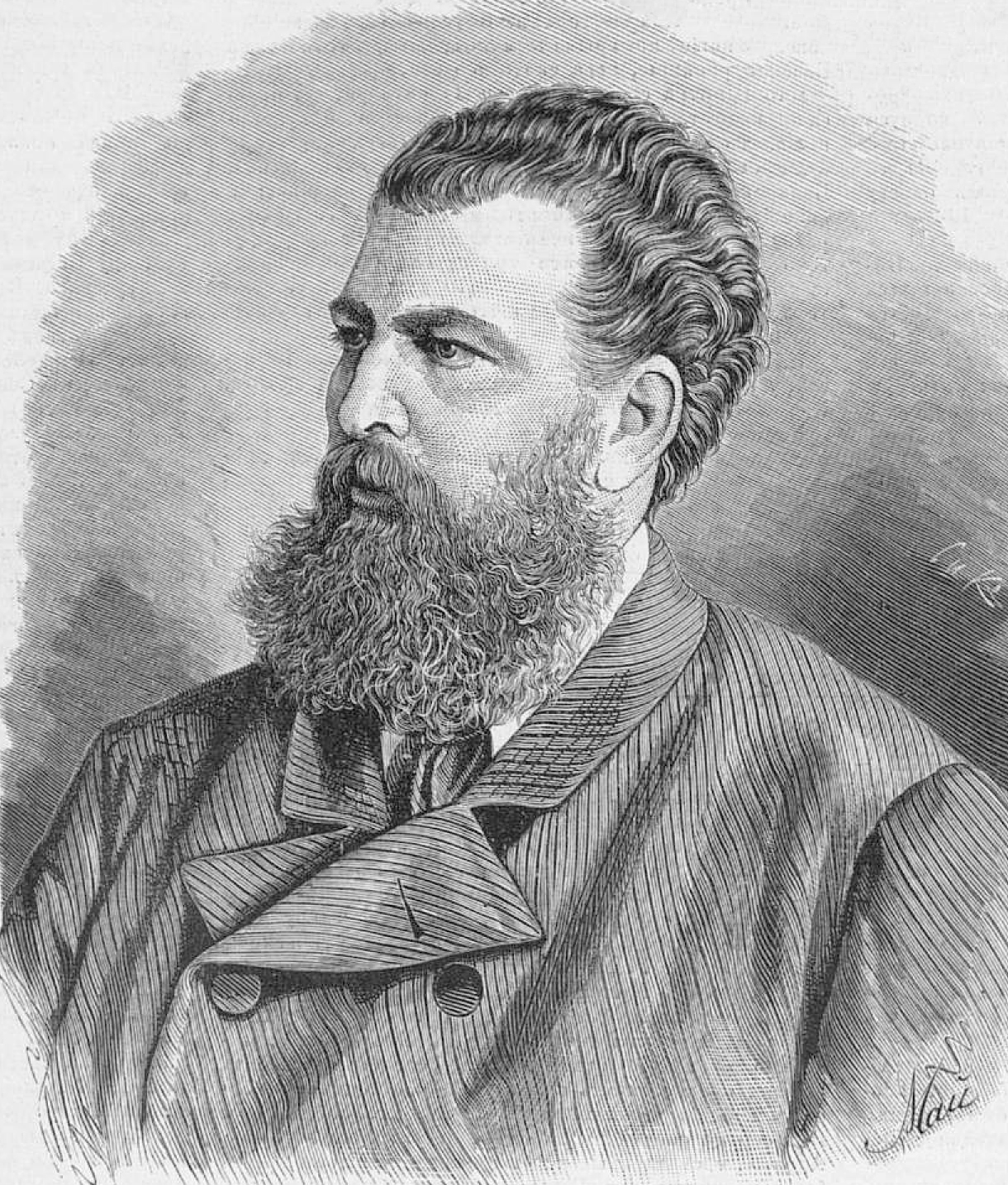
Голицын Юрий Николаевич

15 сентября 1861 г. — зачислен в комплект.

Храм в с. Салтыки

17 апреля 1863 г. — произведён в гардемарины. Был в плавании на корвете «Баян» в Балтийском море и корвете «Сокол» при переходе из Кронштадта в Севастополь.
1863—1864. — на шхуне «Эльборус» находился в плавании у восточных берегов Чёрного моря: на шхунах «Салгир» и «Эльборус» и на транспорте «Воин», на котором находился при перевозке десанта из Сухума в Адлер, и при занятии его в отряде контр-адмирала Дюгамеля.
19 июля 1865 г. — произведён в мичманы со старшинством с 17 апреля. На корвете «Сокол» находился в заграничном плавании.
1866 г. — был в плавании на фрегате «Ослабя» в Балтийском море и за границей.
1867—1868 г. — на судах морского училища, тендере «Кадет» и фрегате «Громобой» был в должности флаг-офицера при начальнике отряда контр-адмирале Римском-Корсакове. Плавал в Финском заливе.
1 января 1868 г. — произведён в лейтенанты.
16 июня 1870 г. — уволен в бессрочный отпуск.
4 июня 1877 г. — зачислен на действительную службу в черноморский флот и поступил на пароход «Веста» — русском торговом судне, вооружённом орудиями автоматической стрельбы.

1 июля 1877 г. «Веста» одержала победу над турецким броненосцем «Фетхи-Буленд». А. Митяев в «Книге будущих адмиралов» (1979) воспроизвёл картину боя:
суда выстроились недалеко от Констанцы. Турки намеревались потопить «Весту», так как она не собиралась сдаваться в плен. «Веста» приняла бой, хотя по числу орудий и по их калибру во много раз уступала броненосцу. Пять часов длилась артиллерийская дуэль. Неприятельские снаряды попадали редко, но причинили пароходу, не защищенному броней, большие разрушения. «Веста» отвечала метким огнем, и броненосец был так повреждён, что бежал от парохода. Экипаж парохода и его командир капитан-лейтенант проявили редкое мужество в бою». Пароход был оборудован системой аппаратов автоматической стрельбы, что обеспечило небывалую частоту и меткость огня
Сестра Евгения Юрьевича — Елена Юрьевна воспроизводит в своих воспоминаниях следующее признание командира «Весты» Николая Михайловича Баранова:
Долг мой заставляет меня упомянуть о самоотвержении князя Голицына-Головкина: заметя, что мостик в особенности осыпается снарядами и что некоторые из неприятельских снарядов покрыли уже кровью весь мостик…, Голицын под всякими предлогами старался заслонить меня, желая мне служить щитомГрабовская В. Н. Знакомые Пушкина кишиневского периода // Временник Пушкинской комиссии / АН СССР. ОЛЯ. Пушкин. комис. — СПб.: Наука, 1996. — Вып. 27. — С. 135
Однако вслед за этим разразился скандал: другой офицер находившийся на борту, лейтенант З. П. Рожественский, опубликовал статью, в которой описал бой как «постыдное бегство» и обвинил Н. М. Баранова в преувеличении заслуг «Весты». В июле 1878 года было назначено судебное разбирательство этого эпизода, однако через год Морское министерство прекратило процесс против Рожественского, предложив Баранову судиться с лейтенантом за нанесённое оскорбление гражданским порядком.
15 июля 1877 г. — произведён в капитан-лейтенанты.
24 июля 1877 г. — назначен старшим офицером парохода «Веста» и находился в плавании по 15 сентября.
22 сентября 1878 г. — назначен старшим офицером клипера «Разбойник».

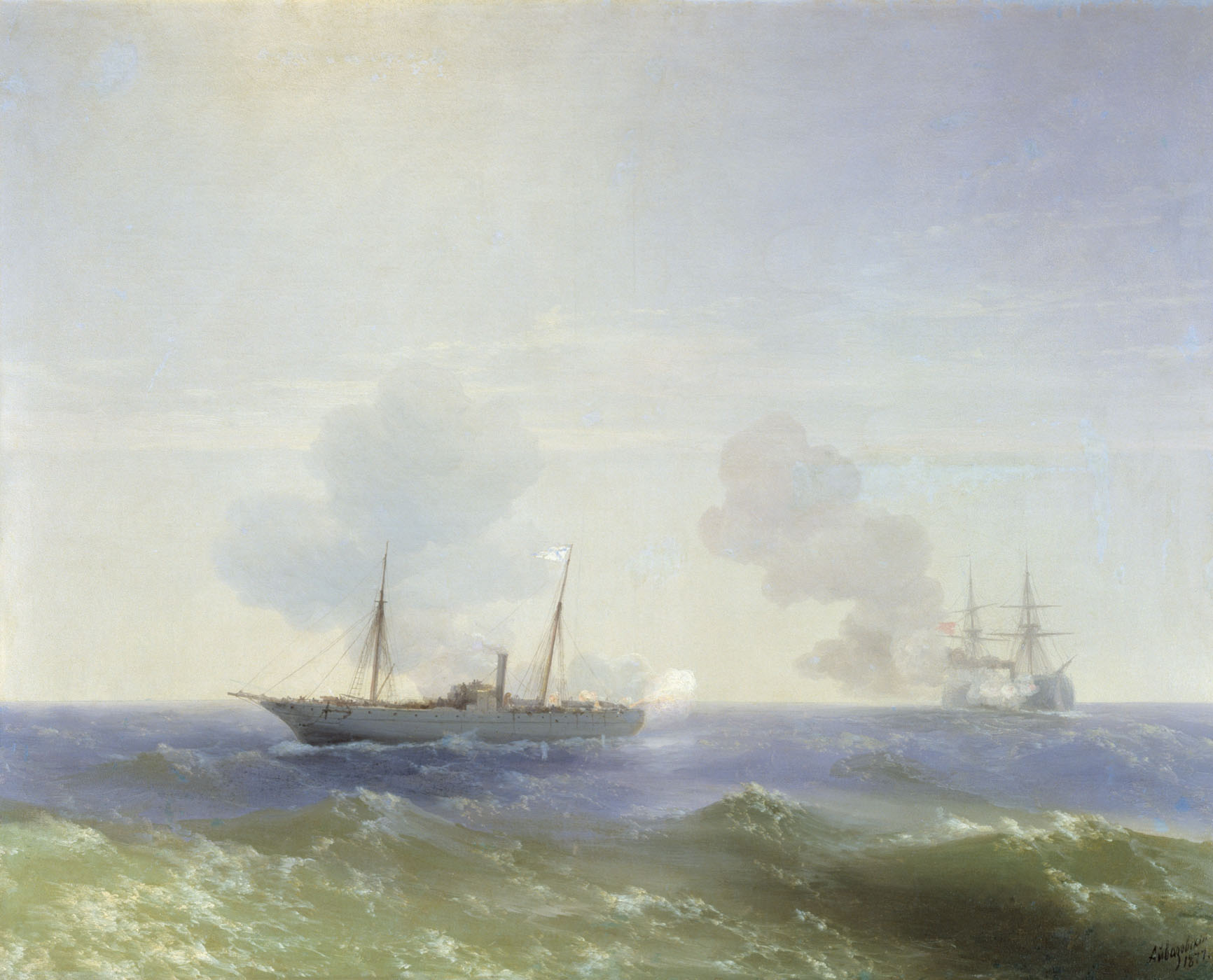
Айвазовский И. К. 1887, «Бой парохода „Веста“ с турецким броненосцем „Фетхи-Буленд“ в Чёрном море 11 июля 1877 года»

1879—1880 гг. — в должности старшего офицера на клипере «Разбойник» находился в заграничном плавании. 8 декабря — командирован в Россию.
1881 г. — награждён орденом Св. Станислава 2 степени. Возвращаясь из командировки, продолжал плавание на том же клипере заграницей до возвращения в Кронштадт.
24 апреля 1882 — отчислен от должности.
24 сентября 1884 г. — уволен для службы на коммерческих судах.
26 февраля 1885 г. — произведён в капитаны 2 ранга, с увольнением по домашним обстоятельствам от службы. В Морском сборнике напечатал статью «Приёмы при автоматической стрельбе посредством приборов системы Давыдова» (1878, № 9)

### Гражданская служба
В 1872—1873 гг. Евгений Юрьевич Голицын (Головкин) избирался мокшанским уездным предводителем дворянства.

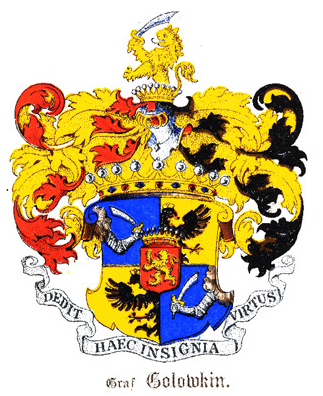
Герб рода Головкиных

5 января 1873 г. — утверждён в должности пензенского губернского предводителя дворянства. В должности состоял по 17 декабря 1875 г..
26 сентября 1875 г. Император Александр II по Всеподданнейшему докладу управляющего министерством юстиции Высочайше соизволил лейтенанту князю Евгению Голицыну, как наследнику заповедного имения действительного статского советника графа Юрия Головкина и именоваться впредь князем Голицыным-Головкиным.
22 декабря 1884 — указом Правительствующего Сената утверждён по выбору почётным мировым судьёй Роменского уезда Полтавской губернии.

## Публикации
В 1878 году в Морском сборнике напечатал статью «Приёмы при автоматической стрельбе посредством приборов системы Давыдова» (1878, № 9)

## Награды
5 июля 1877 г. — произведён в капитан-лейтенанты. Награждён орденом Святого Владимира 4 степени с мечами и бантом и пенсией в 630 руб.
24 июля 1877 г. — пожалован крестом «За службу на Кавказе» и серебряной медалью «За покорение Западного Кавказа», и медалью «За усмирение польского мятежа 1863—1864 г.»
22 сентября 1878 г. — пожалован светло-бронзовой медалью «В память русско-турецкой войны 1877—1878»
1881 г. — награждён орденом Святого Станислава 2 степени.

## Имения
- 27 марта 1870 г. Е. Ю. Голицын купил за 300 тыс. руб. у Екатерины Михайловны Поляковой, вдовы генерала-майора, её имение размером 4840 десятин в с. Ломовка Мокшанского уезда Пензенской губернии. На излучине р. Ломовка, на высоком левом берегу, он выстроил большой кирпичный дом, возвёл хозяйственные постройки, разбил богатый сад и дендрарий, по спуску устроил широкие мощёные аллеи, упиравшиеся в систему прудов, питавшихся от двух больших родников. Ломовка стала одной из роскошных дворянских усадеб Пензенской губернии.
- В 1874 году получил как праправнук графа Ю. А. Головкина майоратное владение в с. Константиново Полтавской губернии.

Умер в своём имении Константинове.

## Семья
Родители:
- Отец Юрий Николаевич (1823—1872) — дирижёр и композитор.
- Мать Екатерина Николаевна, урождённая Бахметева (1822—1889).

Сёстры:
- Елена Юрьевна (1850—1907), в замужестве Хвощинская. Муж — гвардии ротмистр Николай Васильевич Хвощинский (1845—1912).
- София Юрьевна (1851—1919), в замужестве Потёмкина. Муж — коллежский регистратор Владимир Алексеевич Потёмкин (1848—1905).
- Татьяна Юрьевна (1853 −1933), замужем за бароном Франческо Гальванья (1840 −1902).

25 апреля 1882 года, находясь во Флоренции, женился на Елене Христофоровне Сикар (1862— ?), происходившая из богатого рода негоцианцев, причисленных в российское дворянство в 1845 году. Её дед Карл Сикар, одесский негоциант, был дружен с А. С. Пушкиным.
Из всех домов, посещаемых Пушкиным в Одессе, особенно любил он обедать у негоцианта Сикара, некогда французского консула, одного из старейших жителей Одессы* и автора брошюры на французском языке о торговле в Одессе. Пять-шесть обедов в год, им даваемых, не иначе как званых и немноголюдных (не более как двадцати четырех человек, без женщин) действительно были замечательны отсутствием всякого этикета, при высшей сервировке стола. Пушкин был всегда приглашаем, и здесь я его находил, как говорится, совершенно в своей тарелке, дающим иногда волю болтовне, которая любезно принималась собеседникамиЛипранди И. П. Из дневника и воспоминаний // Пушкин в воспоминаниях современников. — 3-е изд., доп. — СПб.: Академический проект, 1998. — Т. 1—2.

Т. 1. — 1998. — С. 336.
Дочери:
- Наталья (2.05.1883, Флоренция[4] — 10.05.1930, Москва), замужем за Эдгаром Константиновским-Минкали; во втором — Сицинская.
- Екатерина, (21.03.1885, Флоренция — ?), в замужестве Корсакова, во втором браке Строганова.
- Елена (09.12.1886[5], Флоренция — 13.08.1921), в замужестве Ярошевич.